# Tommerup-senderen
Tommerup-senderen er en 321,3 meter høj gittermast fastspændt med stålbarduner ca. 1,5 km sydøst for Tommerup, der anvendes til mobiltelefoni og digital TV-transmission.
Masten blev opført i 1988, som en af de 16 nybyggede hovedsendere i TV2’s sendenet, der blev etableret mellem 1988-89. Efter lukningen af det analoge fjernsynssendenet i Danmark natten til den 1. november 2009 har masten fungeret som digital tv-sender og mobilmast.
Masten står 43,0 meter over havet, og har dermed en totalhøjde over havet på 364,2 meter, hvilket gør Tommerup-senderens top til det sjette højeste faste punkt i Danmark.